# Adoption homoparentale en France
Pour des articles plus généraux, voir Adoption homoparentale et Adoption en France.
En France, l'adoption par un couple de personnes de même sexe relève du régime général de l'adoption depuis la promulgation de la loi no 2013-404 du 17 mai 2013 ouvrant le mariage aux couples de personnes de même sexe. Il peut s'agir d'une adoption simple ou d'une adoption plénière.
Il n'existe pas de statistiques spécifiques aux adoptions homoparentales. Cependant, une étude de 2011 de l'Insee, publiée en 2013 estime à 100 000 le nombre de couples de même sexe en France et à 10 %, le nombre de ces couples vivant avec un enfant ; soit 10 000 enfants vivant dans une famille homoparentale.

## Refus d'agrément à l'adoption en raison d'homosexualité
Depuis l'affaire E.B. c. France du 22 janvier 2008, il n'est plus autorisé de refuser un agrément au motif de l'absence de référent de l'autre sexe car cela aboutirait « à vider de sa substance le droit qu'ont les célibataires de demander l'agrément, dès lors que la présente affaire ne concerne pas une demande d'agrément en vue d'adopter présentée par un couple, marié ou non, mais par une célibataire ». Une telle pratique serait une violation de l'article 14 de la Convention (discrimination), combiné avec l'article 8 (droit au respect de la vie privée et familiale).
Auparavant, la Cour EDH reconnaissait une marge d'appréciation des États dans ce domaine et refusait de sanctionner un refus d'agrément se fondant implicitement mais certainement sur l'homosexualité du demandeur (Cour EDH, affaire Fretté contre France, 26 février 2002).

## Refus de l'adoption simple de l'enfant du compagnon
En France, il existe deux procédures d'adoption : l'adoption plénière et l'adoption simple.
L'adoption plénière suppose la rupture du lien de filiation précédent.
L'adoption simple ajoute un lien de filiation. Elle pourrait donc servir à ajouter un deuxième parent. Mais le code civil dispose que l'autorité parentale revient au seul adoptant, hormis le cas où l'adoptant est le conjoint du parent de l'adopté.
Le parent ne peut donc donner à l'adoption son enfant et vouloir continuer à l'élever. Avant mai 2013, un couple homosexuel ne pouvait être marié, ils ne pouvaient donc avoir un statut de conjoint (même si liés par un PACS). C'est au nom de ce raisonnement, que la Cour de cassation refusait l'adoption simple de l'enfant de son compagnon hétérosexuel ou non,.
À noter que la Cour de cassation n'a fait qu'appliquer le droit positif : le concubin qui n'est pas le parent de naissance ne peut adopter l'enfant légal de l'autre concubin, que ces concubins soient hétérosexuels ou non car ils ne sont pas mariés. Il n'y a donc pas de discrimination à l'égard des concubins homosexuels (articles 343 et 345 du Code civil).
Depuis, la loi du 21 février 2022 a ouvert l'adoption à tous les couples mariés, pacsés ou simplement en concubinage qu'il s'agisse d'adopter l'enfant du conjoint ou d'adopter ensemble un enfant.

## Conditions strictes à la délégation de l'autorité parentale
L'article 377 du code civil permet de faire une délégation de l'autorité parentale « lorsque les circonstances l'exigent ». Il est donc possible de déléguer, une partie de ses pouvoirs de parent même sans l'établissement de filiation.
Cette argumentation a été acceptée par la Cour de cassation tant pour une procédure de délégation d'autorité parentale réalisée en France qu'à l'étranger.
Cependant, le juge peut refuser la délégation d'autorité parentale française au motif que la condition « lorsque les circonstances l'exigent » n'est pas remplie.

## Légalisation de l'adoption homoparentale
À l'origine, selon la législation française, l'adoption conjointe ne pouvait être demandée que par un couple marié (art. 343 ancien), de fait les couples de personnes de même sexe s'étaient vu refuser une telle adoption jusqu'à la légalisation du mariage de personnes de même sexe. Le 17 mai 2013, la loi ouvrant le mariage aux couples de personnes de même sexe a été promulguée par le Président de la République François Hollande, ouvrant la voie aux adoptions homoparentales par des couples.
Afin de rendre la loi totalement intelligible, un article 6-1 a été ajouté au titre préliminaire du Code civil précisant que « le mariage et la filiation adoptive emportent les mêmes effets, droits et obligations reconnus par les lois, à l'exclusion de ceux prévus au titre VII du livre Ier du présent code, que les époux ou les parents soient de sexe différent ou de même sexe. » et reconnaissant ainsi explicitement la possibilité d'adopter par un couple de même sexe. Le Conseil constitutionnel déclare dans le considérant 53 de sa décision 2013-669 que l'intérêt de l'enfant doit toujours être pris en compte lors de la procédure d'obtention de l'agrément en vue d'adopter, quel que soit le sexe des adoptants.
La loi du 21 février 2022 a supprimé la difficulté en ouvrant l'adoption à tous les couples qu'ils soient mariés, pacsés ou simplement en concubinage sans qu'il n'y ait aucune différence liée à l'orientation sexuelle des membres du couple.
En France, toute personne, quelle que soit son orientation sexuelle, peut également adopter à titre individuel. En effet, depuis l'arrêt « E.B. c. France » du 22 janvier 2008 de la CEDH, il n'est plus autorisé de refuser un agrément au motif de l'absence de référent de l'autre sexe.
En France, l'adoption par un couple n'est longtemps ouverte qu'aux couples mariés non séparés de corps (et non pas si le couple est simplement concubin ou a contracté un pacte civil de solidarité),. Ainsi, depuis la loi du 17 mai 2013 ouvrant le mariage aux couples de personnes de même sexe, les personnes en couple de même sexe peuvent adopter conjointement s'ils sont mariés. Cependant, le Code civil modifié le 5 octobre 2022 ouvre même l'adoption conjointe à toutes les cohabitations stables de personnes de tous sexes.
De plus, en droit français, une personne peut adopter le ou les enfants de son ou sa partenaire de vie, à la condition, pour l'adoption sous la forme plénière, que l'enfant n'ait qu'un seul parent légal. Longtemps, cette adoption n'est possible que dans le cadre du mariage avec vie maritale. Depuis la loi du 17 mai 2013 ouvrant le mariage aux couples de personnes de même sexe, les personnes en couple de même sexe ont donc accès, si elles recourent à cette possibilité, à cette disposition réservée aux couples à la fois officiellement et de fait sous le régime de la cohabitation conjugale. Même, le Code civil modifié le 5 octobre 2022 ouvre cependant l'adoption y compris plénière de l'enfant du ou de la partenaire aux unions civiles et libres où il y a aussi cohabitation stable, qu'elle soit hétérosexuelle ou non.
Mais, dans les faits, de nombreuses personnes en couple stable homosexuel, en particulier masculin, font état de discriminations dans les procédures d'adoption, au sujet de la réalité desquelles un débat est important.
Avant 2013, exceptionnellement, l'adoption simple était parfois utilisée en France pour créer des liens de filiation entre un enfant et le partenaire de même sexe d'un parent sans mettre fin au lien de parenté légal avec ce parent. L'adoptant exerçait alors seul l'autorité parentale. Toutefois un arrêt rendu par la Cour de cassation le 24 février 2006 modifia l'état de la jurisprudence et reconnut pour la première fois à deux femmes qui vivaient une relation stable et harmonieuse le droit d'exercer en commun l'autorité parentale sur deux enfants qu'elles élevaient ensemble depuis leur naissance. La mère titulaire de l'autorité parentale déléguait alors tout ou partie de l'exercice de cette autorité à sa partenaire.
Le 20 février 2007, la Cour de cassation en cassant un arrêt de la cour d'appel de Bourges a considéré impossible l'adoption homoparentale par l'autre conjoint,. En revanche, elle a reconnu le droit aux couples du même sexe d'être reconnus parents adoptifs en France s'ils ont obtenu ce droit à l'étranger.